# Odwodnienie hipotoniczne
Odwodnienie hipotoniczne – zaburzenie gospodarki wodnej, w którym dochodzi do niedoboru wody w organizmie, przebiegające z hipotonią i z obniżoną molalnością płynów ustrojowych.

## Przyczyny
Odwodnienie hipotoniczne ma zwykle przyczynę jatrogenną. Dochodzi do niego w przypadku, gdy w przebiegu leczenia odwodnienia izotonicznego podaje się leki bezelektrolitowe, czyli będące roztworami hipotonicznymi w stosunku do molalności płynów ustrojowych. Doprowadza to do hipomolalności płynów ustrojowych i wytworzenia gradientu osmotycznego powodującego przenikanie wody z przestrzeni pozakomórkowej do wnętrza komórek i ich obrzęku. Przemieszczanie wody prowadzi do niedoboru płynów w przestrzeni pozakomórkowej oraz ich nadmiaru we wnętrzach komórek, zwłaszcza w komórkach OUN. Niedobór płynu w przestrzeni pozakomórkowej, czyli tak zwana hipowolemia lub oligowolemia powoduje także zwiększenie wydzielania wazopresyny, która dodatkowo nasila te nieprawidłowości. Całość tych procesów doprowadza ostatecznie do oligowolemii, ale także do wystąpienia objawów wzmożonego, zależnego od stopnia obrzęku komórek OUN, ciśnienia wewnątrzczaszkowego.

## Objawy
- zwykle nie występują objawy wzmożonego pragnienia
- obniżenie ciśnienia tętniczego krwi
- skąpomocz
- „skóra plastelinowata”
- zmniejszenie napięcia mięśni

## Leczenie
Leczenie polega na przetaczaniu roztworu soli fizjologicznej, a w przypadkach przewlekłego odwodnienia – także na wyrównaniu zaburzeń gospodarki potasowej.